# 宗座名譽教長
宗座名譽教長（英語：Prelate of Honour of His Holiness），又稱「名譽教長」（英語：Honorary Prelate），是由教宗授予頭銜的神職人員，他們被尊稱為「蒙席」，享有一定的特權和特殊。

宗座名譽教長適用的牧徽設計

## 概述
在1968年3月28日自動手諭《宗座府》之前，宗座名譽教長被稱為「國內教長」（英語：Domestic Prelate），授於此頭銜者通常是「教宗御座助理」的成員。
宗座名譽教長可以獲得「尊貴的蒙席閣下」（Reverend Monsignor）的稱號。按照蒙席分級，宗座名譽教長是屬於第二級，高於陛下專職司鐸一級，但低於宗座總書記官一級。
在一些教區的神職人員，他們在一些部門或團體在任期間（拉丁語：Durante Munere），會被自動授於宗座名譽教長的頭銜，包括有：
- 比薩，錫耶納，韋爾切利三地的主教座堂的詠禱司鐸
- 馬爾他騎士團榮譽團牧
- 聖雅納略皇家小堂堂牧
- 羅馬教區內的堂區主任司鐸
- 宗座聖赦院（英语：Apostolic Penitentiary）的成員
- 卡拉瓦焦堂區代理主任司鐸